# Eishockey-Europameisterschaft 1911
Die 2. Eishockey-Europameisterschaft erbrachte eine Premiere. Zum ersten Mal wurden die Spiele auf Kunsteis ausgetragen. Austragungsort war vom 15. bis 17. Februar 1911 der Eispalast in Berlin in Deutschland.
Es nahmen wieder 4 Mannschaften teil. Neben den bereits 1910 teilnehmenden Mannschaften aus Belgien, der Schweiz und Deutschland spielte zum ersten Mal eine Vertretung Böhmens mit; dafür fehlte Titelverteidiger Großbritannien.
Der EM-Neuling dominierte das Turnier und wurde überlegen Europameister. Der Grundstein für die große tschechische Eishockey-Tradition war damit gelegt.

## Spiele

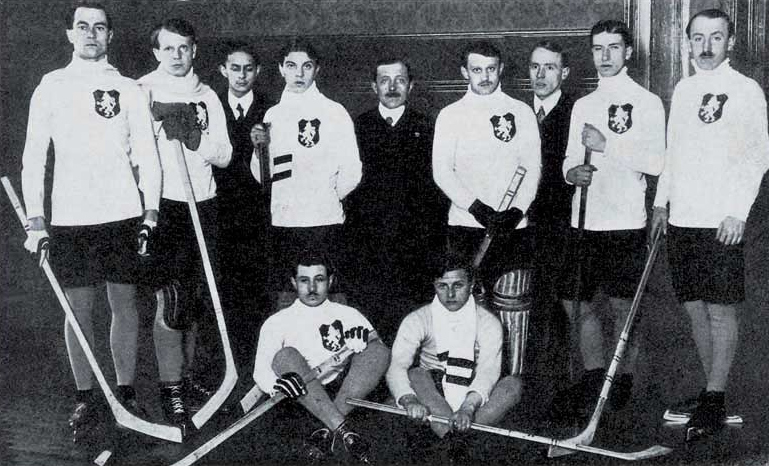
Die böhmische Eishockeynationalmannschaft gewann das Turnier

| 15. Februar 1911 16:00 Uhr | Böhmen Jaroslav Jarkovský (5) Josef Šroubek (3) Jaroslav Jirkovský (3) Otakar Vindyš (2) | 13:0 (7:0, 6:0) | Schweiz | Eispalast, Berlin |

| 15. Februar 1911 21:45 Uhr | Deutsches Reich Franz Lange (19:45) | 1:4 (1:1, 0:3) | Böhmen Jaroslav Jirkovský (1.) Jaroslav Jarkovský (29.) Jaroslav Jarkovský (31.) Josef Šroubek (34.) | Eispalast, Berlin |

| 16. Februar 1911 15:00 Uhr | Deutsches Reich Werner Glimm (2) Bremer Harry Jakeman Charles Hartley Franz Lange | 6:0 (2:0, 4:0) | Belgien | Eispalast, Berlin |

| 16. Februar 1911 21:30 Uhr | Belgien Etienne Coupez (2) Jean-Paul Verbeyst Maurice Deprez Paul Loicq | 5:4 (2:2, 3:2) | Schweiz Berdes Max Sillig Bernard Bossi Alfred Mégroz | Eispalast, Berlin |

| 17. Februar 1911 16:00 Uhr | Böhmen Jaroslav Jarkovský (2) Jaroslav Jirkovský | 3:0 | Belgien | Eispalast, Berlin |

| 17. Februar 1911 21:45 Uhr | Deutsches Reich Franz Lange (3) Charles Hartley (2) Bruno Grauel (2) Harry Jakeman Werner Glimm Bremer | 10:0 | Schweiz | Eispalast, Berlin |

## Abschlusstabelle
| RF | Team            | Sp | Sg | Un | NL | Tore  | TD  | Pkte. |
| -- | --------------- | -- | -- | -- | -- | ----- | --- | ----- |
| 1. | Böhmen          | 3  | 3  | 0  | 0  | 20:01 | +19 | 6: 0  |
| 2. | Deutsches Reich | 3  | 2  | 0  | 1  | 17:04 | +13 | 4: 2  |
| 3. | Belgien         | 3  | 1  | 0  | 2  | 05:13 | −08 | 2: 4  |
| 4. | Schweiz         | 3  | 0  | 0  | 3  | 04:28 | −24 | 0: 6  |

### Meistermannschaften
| Europameister Böhmen   | Jan Hamáček – Jan Fleischmann, Jan Palouš – Otakar Vindyš – Jaroslav Jirkovský, Jaroslav Jarkovský, Josef Rublič, Josef Šroubek, Miloslav Fleischmann Betreuer: Josef Laufer, Emil Procházka         |
| Silber Deutsches Reich | Willi Bliesener – Erich Warmuth, Kurt Träger – Carl Kolliner – Günter Kutscher, Bremer, Werner Glimm, Bruno Grauel, Charles Hartley, Harry Jakeman, Franz Lange                                      |
| Bronze Belgien         | Roger Van der Straeten – Maurice Deprez, Etiénne Coupez, Paul Loicq, Fernand De Blommaert, Jean-Paul Verbeyst, Fernand De Smeth, Henri Van den Bulcke, Clement Van Den Straeten-Ponthoz, Sch. Cassel |